# Sebastian Perłowski
Sebastian Perłowski (ur. 24 czerwca 1980 roku w Krakowie) – polski dyrygent, kompozytor, aranżer, doktor Akademii Muzycznej im. Krzysztofa Pendereckiego w Krakowie, 

## Życiorys
Ukończył z wyróżnieniem wydziały Dyrygentury Symfoniczno - Operowej w klasie prof. Jana Wincentego Hawela oraz Kompozycji adt. Dariusza Janusa w Instytucie Jazzu na Akademii Muzycznej im. Karola Szymanowskiego w Katowicach. Był stypendystą Ministra Kultury i Dziedzictwa Narodowego oraz dwukrotnym stypendystą Marszałka Województwa Śląskiego.
Jako kompozytor zadebiutował w 2001 roku, kiedy to II Program Polskiego Radia zarejestrował jego „Arię na Orkiestrę Smyczkową i Skrzypce Solo". Rok później, 12 maja 2002 roku, po raz pierwszy w roli dyrygenta poprowadził swoją kolejną kompozycję podczas VII Nowohuckiej Wiosny Muzycznej. Była to „Rapsodia na Orkiestrę Symfoniczną, Big-Band i Fortepian Solo" w której dokonał syntezy dwóch kierunków: muzyki symfonicznej oraz big-bandowej. Rapsodia Perłowskiego zdobyła II nagrodę na Międzynarodowym Konkursie Kompozytorskim im. Krzysztofa Komedy. Rok 2002 zaowocował jeszcze dwiema pierwszymi nagrodami (zarówno w części teoretycznej jak i wykonawstwa instrumentalnego) w Małopolskim Konkursie wiedzy o Janie Sebastianie Bachu.
W latach 2002–2003 prowadził w Krakowie własną Orkiestrę Smyczkową oraz Małą Orkiestrę Symfoniczną. Od roku 2001 przez pięć lat był dyrygentem krakowsko-katowickiego big-bandu pod nazwą Perła Big-Band. Z tym właśnie zespołem w 2003 roku zdobył III nagrodę na Ogólnopolskim Konkursie Big-Bandów w Nowym Tomyślu, a w roku 2005 na tym samym konkursie II nagrodę. 5 czerwca 2009 wraz z Big Bandem Studiów Niestacjonarnych A.M. w Katowicach wystąpił tam raz jeszcze, tym razem zdobywając I nagrodę (grand prix). W roku 2005 zdobył również nagrodę: „Indywidualność studencka roku" w ramach festiwalu Arterie. Jednym z ważniejszych osiągnięć tego okresu, w kontekście kompozycji jazzowej, rozrywkowej oraz big-bandowej, było autorstwo aranżacji utworów Studenckiego Teatru Satyryków (STS) dla TVP 1, transmitowanych na żywo podczas uroczystego koncertu w Ogrodach Prezydenckich a wykonywanych m.in. przez Lorę Szafran oraz podjęcie stałej współpracy aranżerskiej z Teatrem Rozrywki w Chorzowie.
Sebastian Perłowski był założycielem dwóch orkiestr symfonicznych. W roku akademickim 2005/06 zainicjował powstanie orkiestry "Sinfonietta Silesiana", z którą w jubileuszowym Roku Mozartowskim realizował cykl wykonań najwspanialszych dzieł tego kompozytora. Dnia 2 kwietnia 2009 pod "oknem papieskim" wystąpił jako dyrygent oraz współ-kompozytor utworów do słów Michała Zabłockiego pt. "Szukam Was". Koncert poświęcony był IV rocznicy śmierci Jana Pawła II. Właśnie tego dnia miała miejsce kolejna inauguracja, tym razem "Polskiej Symfonicznej Orkiestry Filmowej".
W roku 2010 podjął stałą współpracę z Operą Krakowską. W tym samym czasie otrzymał również nominację na pierwszego dyrygenta Myślenickiej Orkiestry Kameralnej.
W ramach Festiwalu Jazztopad, pierwszego w historii polskiego członka Europe Jazz Network (EJN) współpracował z takimi osobowościami światowego jazzu jak Terje Rypdal, John Hébert, Eric McPherson czy Fred Hersch prowadząc podczas ich występów orkiestrę symfoniczną.
Od ukończenia studiów,  prowadził  klasę Kompozycji i Aranżacji, Big-Band oraz wykładał takie przedmioty jak: Kontrapunkt, Instrumentacja, Współczesne Techniki Kompozytorskie i Kierunki Muzyki XX wieku. w Instytucie Jazzu na Akademii Muzycznej im. Karola Szymanowskiego w Katowicach. Obecnie wykładowca kompozycji.
W roku 2011 pełnił funkcję Dyrektora Programowego w Fundacji Bielecki Art. odpowiadając za merytorykę organizowanych przez nią Festiwali, koncertów oraz biorąc czynny udział w wyborze jej stypendystów. Jest pomysłodawcą scenariusza edukacyjnej części projektu 'Bajkowe Melodie" uznanego przez pedagogów wychowania przedszkolnego i wczesnoszkolnego, dziennikarzy i dyrektorów Ośrodków Kultury za jeden z najlepszych i najwartościowszych projektów edukacji muzycznej ostatnich kilkunastu lat. W 2012 roku objął kierownictwo muzyczne musicalu "Tarzan" dla Gliwickiego Teatru Muzycznego. Jest to jedna z największych produkcji musicalowych w Polsce oparta na adaptacji filmowego animowanego megahitu Disneya z 1999 roku do którego muzykę i słowa napisał   Phil Collins.
W 2012 roku podjął się również pracy na rzecz Agencji Artystycznej Kameny. Jako Dyrektor Artystyczny dokonuje premier nagraniowych muzyki polskiej. Zaangażowany w promowanie muzyki polskich kompozytorów takich jak Nowowiejski, Młynarski, Paderewski, Żeleński, Lubomirski.
W 2018 roku, w rocznicę odzyskania Niepodległości przez Polskę ma miejsce premiera Jego symfonii Niepodległości na zamku na Wawelu.
Koncertuje w kraju i za granicą, prowadząc koncerty symfoniczno-operowe, jazzowe oraz musicale. Współpracował z wieloma wybitnymi orkiestrami, takimi jak Sinfonia Varsovia, Hong Kong Philharmonic, NOSPR, Metropolitana de Lisboa, Real Orquesta Sinfónica de Sevilla, The Hong Kong Chinese Orchestra czy Orkiestrą Filharmoniczą George Enescu oraz ze światowej klasy solistami – Juliusem Bergerem, Ildebrando D’Arcangelo czy José Curą. Na swoim koncie ma nagrania dla wytwórni ECM, Warner Classics, DUX, Kameny. W 2016 roku pełnił obowiązki zastępcy dyrektora artystycznego Teatru Wielkiego w Poznaniu. Jest dyrektorem artystycznym Festiwalu im. Księcia Władysława Lubomirskiego (Lubomirski Festival) i festiwalu Muzyka Polska odNova oraz agencji artystycznej Kameny. Od 2022 zasiada w jury międzynarodowego konkursu dyrygenckiego “Wiener Schule” w Wiedniu u boku najwybitniejszych dyrygentów i menadżerów kultury na świecie. W roku 2022 uzyskał tytuł doktora sztuki broniąc pracy doktorskiej pt. „Muzyka symfoniczna Władysława Żeleńskiego - Próba ujęcia problematyki z perspektywy dyrygenta”.
W centrum jego zainteresowań znajduje się szczególnie muzyka polskiego romantyzmu, neoromantyzmu oraz okresu Młodej Polski, w której dokonał wielu światowych odkryć i prawykonań dzieł m.in. takich kompozytorów jak Feliks Nowowiejski, Władysław Żeleński czy Franciszek Mirecki. 

## Nagrody i wyróżnienia
- 2003 -  Druga Nagroda na Międzynarodowym Konkursie Kompozytorskim im. Krzysztofa Komedy[8]
- 2013 - Druga Nagroda na Międzynarodowym Konkursie Dyrygenckim „Concurso Jovens Maestros” w Lizbonie[9]
- 2013 - Trzecia Nagroda na Międzynarodowym Konkursie Dyrygenckim w Bukareszcie[10]
- 2014 - Pierwsza Nagroda na Międzynarodowym Konkursie Dyrygenckim w Atlancie[11]
- 2014 - Pierwsza Nagroda na Międzynarodowym Konkursie Dyrygenckim w Cordobie[10]
- 2014 - Nagroda Specjalna na II Międzynarodowym Konkursie Dyrygentów muzyki chińskiej w Hongkongu[12]
- 2015 - półfinalista Międzynarodowego Konkursu Dyrygenckiego „Lovro von Matačić” w Zagrzebiu[13]
- 2017 - wybrany Osobowością Roku 2017 w Krakowie w kategorii kultura oraz Osobowością Małopolski 2017 w tej samej kategorii[14]

## Nagrania
| Album                                  | Data | Wydawca         |
| -------------------------------------- | ---- | --------------- |
| Terje Rypdal "Melodic Warrior"         | 2013 | ECM             |
| Muzyka ze szczytów                     | 2014 | DUX             |
| Paderewski Tatrzański                  | 2015 | Kameny          |
| Karłowicz, Koncert skrzypcowy          | 2015 | Kameny          |
| F.Nowowiejski Complete ballet works    | 2016 | Kameny          |
| F.Nowowiejski "Król Wichrów" op.30     | 2018 | Warner Classics |
| F.Nowowiejski "Malowanki Ludowe" op.18 | 2018 | Warner Classics |

## Kompozycje
- 2003 - "Rapsodia na fortepian, Big Band i Orkiestrę symfoniczną Op.1
- 2009 - Spektakl recytatorsko-muzyczny "Szukam Was"
- 2016 - "Trzy Pieśni bez słów na fortepian" Op.2
- 2018 - "Sonata na skrzypce i fortepian" Op.3
- 2018 - "Symfonia Niepodległości" op.4
- 2020 - "Sonata na flet i fortepian" Op.5
- 2022 - "Sinfonietta na smyczki" Op. 6
- 2023 - "Partita antyczna na kwintet dęty" Op. 7
- 2025 - "Concertino na skrzypce i orkiestrę smyczkową" Op. 8